# Дядя Петрос и проблема Гольдбаха
«Дя́дя Пе́трос и пробле́ма Го́льдбаха» — роман греческого писателя Апостолоса Доксиадиса, впервые опубликованный в 1992 году.

## Сюжет
Роман описывает взаимоотношения молодого человека с его странным дядей-затворником Петросом, который пытался доказать знаменитую нерешённую задачу математики — гипотезу Гольдбаха, которая утверждает, что каждое чётное число, большее чем два, является суммой двух простых чисел. Повесть описывает некоторые актуальные математические задачи и немного историю современной математики.

## Издания
Первые греческие издания романа не получили успеха. Греческие обзоры были неоднозначными или даже негативными.
В 2000 году роман был издан на английском языке в переводе самого автора, а также на французском языке. Англоязычное издание получило тёплые обзоры и греческих, и международных критиков. В 2001 году книга была переиздана на греческом языке с большим успехом. Впоследствии появились переводы ещё примерно на 25 языков. В России была издана издательством АСТ в 2002 году.
В качестве рекламной акции англоязычные издатели («Bloomsbury USA» в США и «Faber and Faber» в Британии) предложили награду в один миллион долларов любому, кто сумеет доказать гипотезу Гольдбаха в течение двух лет после издания книги 2000 года. Однако в силу сложности задачи неудивительно, что приз остался невостребованным.

## Внешние ссылки
- Обзор книги на сайте Математической ассоциации Америки.